# Baronia de Llaurí
La Baronia de Llaurí, també dita de la Vall de Llaurí, fou una jurisdicció senyorial amb centre al municipi de Llaurí (la Ribera Baixa). El títol nobiliari fou creat el 21 de febrer de 1863 per la reina Isabel II a favor de José Pedro Manglano y Palencia, fill dels propietaris de l'antiga jurisdicció senyorial.

## Barons de Llaurí
|                       | Titular                                     | Període               |
| Creació per Isabel II | Creació per Isabel II                       | Creació per Isabel II |
| --------------------- | ------------------------------------------- | --------------------- |
| I                     | José Pedro Manglano y Palencia              |                       |
| II                    | Luis Manglano Palencia                      |                       |
| III                   | Joaquín Manglano y Cucaló de Montull        | 1943-1962             |
| IV                    | Joaquín Manglano y Baldoví                  | 1985-2011             |
| V                     | Verónica Manglano y Puig, de García-Menacho | 2012-actual titular   |

## Història dels Barons de Llaurí
- José Pedro Manglano y Ruiz, I baró de Llaurí.

1. Casat amb Julia Palencia y Roca. El succeí el seu fill:

- Luis Manglano Palencia, II baró de Llaurí.

1. Casat amb María Josefa Cucaló de Montull, baronessa de Càrcer, Terrateig, Almiserat, etc. El succeí el seu fill:

- Joaquín Manglano y Cucaló de Montull (1892-1985), IV baró de Beniomer, III baró de Llaurí, G.E. XV baró de Càrcer.

1. Casat amb María Baldoví y Miquel. El succeí el seu fill primogènit:

- Joaquín Manglano y Baldoví (1923-2011) V baró de Beniomer, IV baró de Llaurí, G.E., comte de Burgo de Lavezaro, baró de Vallvert, baró d'Alcalalí i de San Juan de Mosquera (germà del III baró).

1. Casat amb María del Dulce Nombre de Puig y de Fontcuberta, succeí per distribució la filla primogènita d'ambdós:

- Verónica Manglano y Puig (n. en 1962), V baronessa de Llaurí G.E.

1. Casada amb Alfonso García-Menacho y Osset, del Marquesat de Santa Marina.